# Бистрица (Валча)
Бистрица (рум. Bistrița) насеље је у Румунији у округу Валча у општини Костешти. Oпштина се налази на надморској висини од 544 m.

## Историја
Поред села Бистрице (која има српско име) је истоимени стари румунски православни манастир Бистрица (Валчеа), основан 1494. године. Намесник тог манастира је средином 19. века био Србин, архимандрит Гаврил Петровић. Он се јавља више пута (као 1839) године као пренумерант српских књига.

## Становништво
Према подацима из 2002. године у насељу је живело 1040 становника, од којих су сви румунске националности.